# Vergeltung (1928)
Vergeltung ist ein US-amerikanisches Stummfilmdrama aus dem Jahr 1928 von Edwin Carewe mit Dolores del Río und James A. Marcus in den Hauptrollen. Der Film wurde von United Artists in den Verleih gebracht und basiert auf der Kurzgeschichte The Bear Tamer's Daughter von Konrad Bercovici.

## Handlung

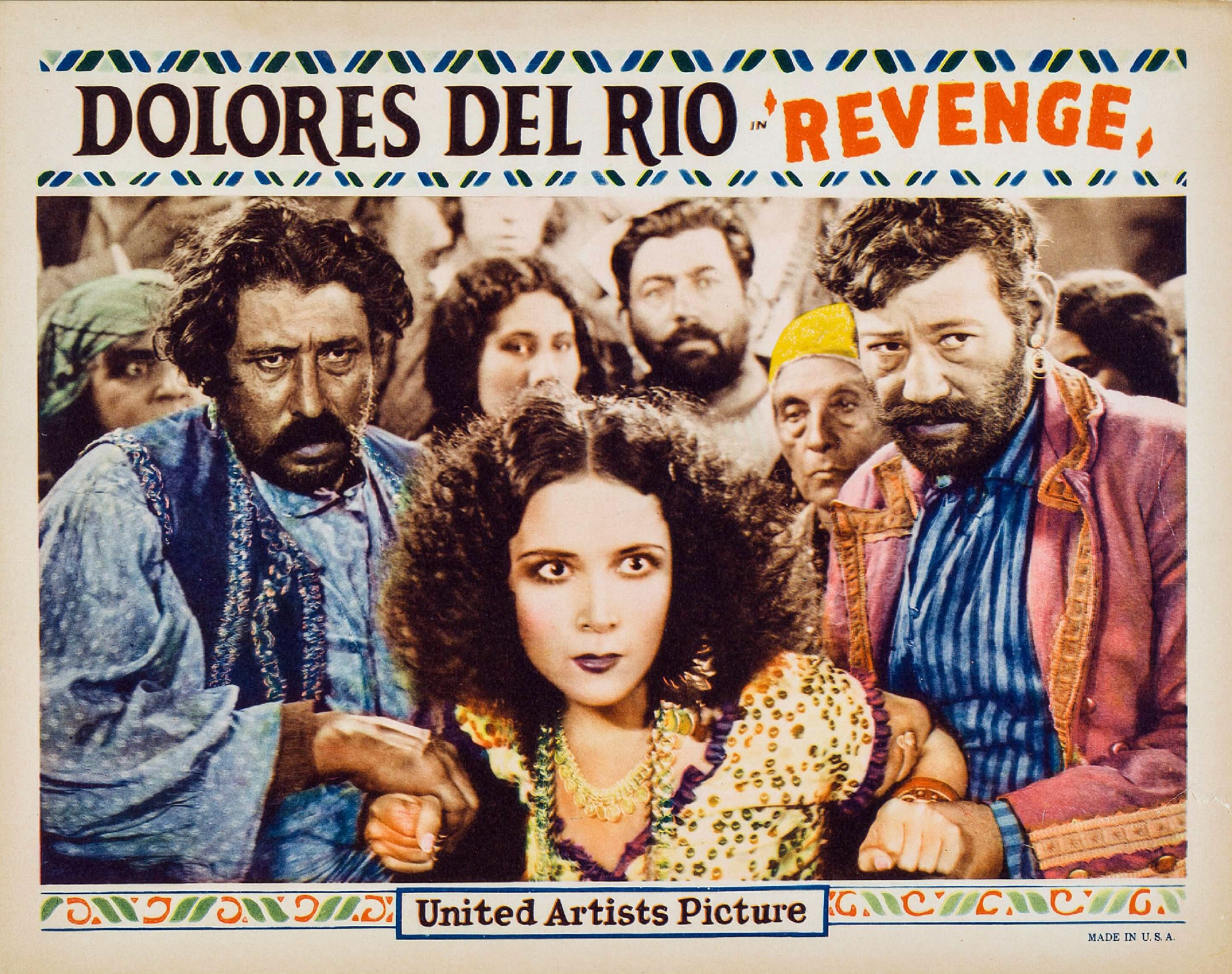
Aushangfoto

Die Zigeunerin Rascha, die wilde Tochter des Bärenbändigers Costa, schwört Rache an Jorga, dem Feind ihres Vaters, als dieser ihr die Zöpfe abschneidet, ein Zeichen der Schande unter den Zigeunern. Jorga bereut später seine grausame Tat und schneidet allen anderen Zigeunerinnen die Zöpfe ab, um Rascha ihre Zöpfe im Schlaf zurückzugeben. Rascha erwacht und schlägt Jorga mit einer Peitsche, um ihn dazu zu bringen, ihre Schreie mit seinen heißen, leidenschaftlichen Lippen zu ersticken. Jorga entführt Rascha und bringt sie in eine Berghöhle, wo er sie zähmen will. Rascha lernt Jorga lieben und hilft ihm später, der Rache ihres wütenden Vaters zu entgehen.

## Hintergrund
Gedreht wurde der mit Musik und Toneffekten ausgestattete Film ab dem 1. März 1928 auf der Iverson Movie Ranch in Chatsworth sowie in den Tec-Art-Studios in Hollywood.
William Cameron Menzies oblag die künstlerische Leitung. Nathaniel Shilkret dirigierte das Orchester.

## Veröffentlichung
Die Premiere des Films fand am 3. November 1928 statt. 1930 kam er in Österreich in die Kinos.

## Kritiken
Mordaunt Hall schrieb in der The New York Times, der Film sei eine schöne Produktion mit einer außergewöhnlich passenden Besetzung. Es mangele ihr aber an Spannung oder dramatischen Werten. Bei der Entwicklung seiner Geschichte verrate Herr Carewe häufig seine Karten, deshalb könne man voraussehen, was passieren werde. In der Schlusssequenz gebe es jedoch eine Art Überraschung, denn statt einer Salve von Kugeln nehme man Vergebung, Lächeln und Umarmungen wahr.